# Terpna enthusiastes
Terpna enthusiastes là một loài bướm đêm trong họ Geometridae.